# Endel Nõgene
Endel Nõgene (* 9. März 1950 in Tartu) ist ein estnischer Dirigent.

## Leben und Musik
Endel Nõgene besuchte die Schule in Laiuse, Jõgeva und Tartu. Er schloss 1974 sein Studium im Fach Trompete bei Helmut Orusaar am Staatlichen Tallinner Konservatorium (Tallinna Riiklik Konservatoorium) ab. Dort studierte er auch das Fach Orchesterleitung bei Roman Matsov. Von 1975 bis 1977 bildete er sich als Dirigent am Konservatorium im russischen Leningrad bei Wiktor Fedotow und von 1977 bis 1979 am Opern- und Balletttheater im litauischen Vilnius weiter.
Von 1970 bis 1974 war Nõgene am Opern- und Konzerthaus „Estonia“ in Tallinn beschäftigt. 1975 gründete er das Kammerorchester des Theater-, Konzert- und Opernhauses „Vanemuine“ im südestnischen Tartu. Von 1974 bis 1981 und von 1987 bis 1999 war Nõgene Dirigent des „Vanemuine“, davon 1980/81 und von 1982 bis 1987 dessen Chefdirigent. Von 1999 bis 2005 war er Dirigent am Konzert- und Opernhaus „Estonia“ in der estnischen Hauptstadt.
Endel Nõgene ist vor allem als Operndirigent in Estland und im Ausland in Erscheinung getreten.

## Auszeichnungen
1988 wurde Endel Nõgene die Auszeichnung Verdienter Künstler der Estnischen SSR verliehen.

## Privatleben
Endel Nõgene ist mit der Musikpädagogin Eve Nõgene verheiratet. Ihr Sohn ist der Tartu Musikproduzent Paavo Nõgene (* 1980).